# 1PLIKÉ140
1PLIKÉ140，真名尚未被公开（部分资料显示为“Bilal”），2001年4月24日出生于法国上塞纳省的克拉马，是一名男歌手。

## 生平
1PLIKÉ140出生于法国上塞纳省克拉马的平原街区（La Plaine），他的家庭及青少年生活尚无过多的公开细节。受里昂地区Lyonzon乐队的影响，他开始进行地下创作，并于2020年6月12日发布了首张混音带专辑《1PLIKTOI》。2022年，1PLIKÉ140被邀请参与We Love Green音乐节。

## 作品风格
1PLIKÉ140的多数作品带有明显的Drill风格，其作品主题多与其所在的街区日常生活有关。

## 专辑
- 1PLIKETOI（2020年）
- 1PLIKETOI (Vol.2)（2020年）
- ARRÊTEZ-LE（2021年）
- ARRÊTEZ-LE (Vol.2)（2022年）